# Alberto Cotti
Alberto Cotti, noto anche con lo pseudonimo di Partigiano D'Artagnan (San Giovanni in Persiceto, 13 dicembre 1921 – San Giovanni in Persiceto, 24 giugno 2015), è stato un partigiano e scrittore italiano.

## Biografia
Cotti ha vissuto la Seconda guerra mondiale sul fronte orientale e ha successivamente combattuto come partigiano durante la lotta di liberazione dal Fascismo. Nel 1990 ha scritto il romanzo autobiografico Storia di un Partigiano Persicetano, una raccolta di ricordi e testimonianze di quanto da lui vissuto. Il romanzo è oggi noto anche con il titolo Il Partigiano D'Artagnan a seguito della riedizione del 1994 a cura del Comune di San Giovanni in Persiceto.